# معبد النار تخت رستم
معبد النار تخت رستم (بالفارسية: آتشکده تخت رستم) هو معبد نار تاريخي يعود إلى عصر الإمبراطورية الفرثية وساسانيون، ويقع في مقاطعة شهريار.